# Emil Zschokke

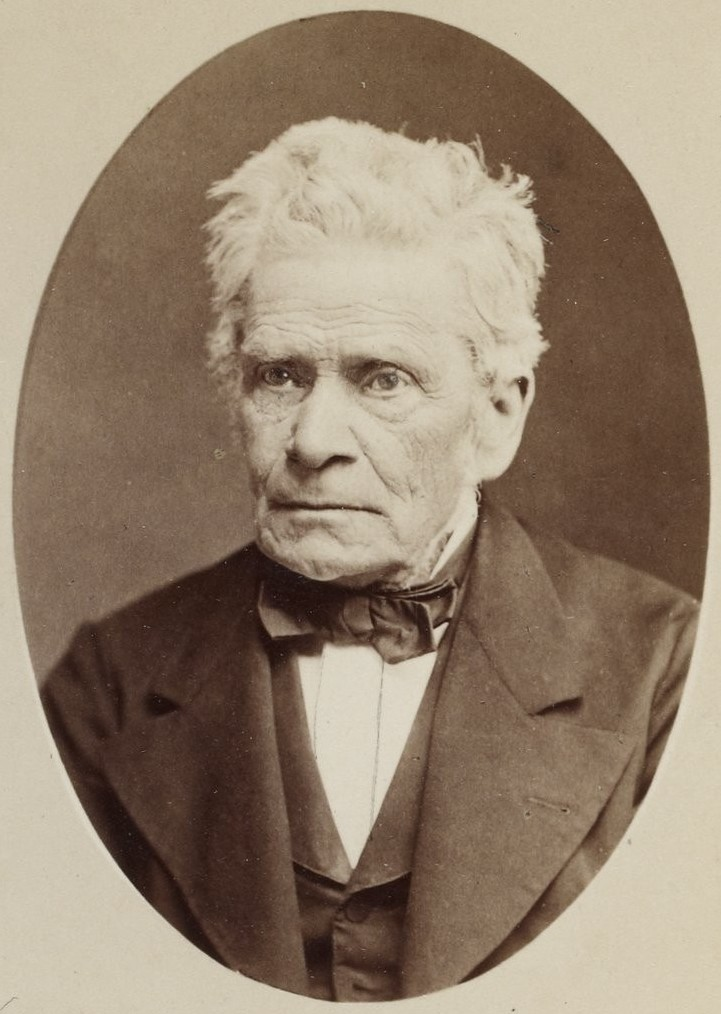
Emil Zschokke (1883)

Jakob Friedrich Emil Zschokke (* 5. Juni 1808 in Aarau; † 10. März 1889 ebenda) war ein Schweizer Pfarrer und Schriftsteller.
Emil Zschokke kam als zweiter von zwölf Söhnen und einer Tochter des in der Schweiz eingebürgerten deutschen Schriftstellers Heinrich Zschokke zur Welt.
Nach dem Besuch der Alten Kantonsschule Aarau (Gymnasium) und einer Lehre als Zinngiesser studierte er ab 1827 in Berlin Theologie. Danach wurde er 1830 Vikar im aargauischen Zofingen. Nach einem Umzug 1832 nach Lausen während der Zeit der Basler Kantonstrennung nahm Zschokke unbewaffnet an der Schlacht an der Hülftenschanz teil. Am 6. Januar 1833 wurde er in Lausen als Pfarrer gewählt. Er übte dieses Amt bis 1838 aus und wechselte dann nach Liestal, wo er 1838–1845 Pfarrer war. In dieser Zeit war er in der Politik und im Bildungswesen des Kantons Basel-Landschaft tätig. Im Jahr 1845 wurde er Pfarrer in Kulm im Kanton Aargau, ab 1849 in Aarau. Zschokke rief 1851 zur Gründung der späteren Irrenanstalt Königsfelden auf.
Sein grösstes schriftstellerisches Werk war «Der Heilige Gral» (Verlag Sauerländer, 1872), die Parzival- und Gralsfrage in freier Stanzenform vorgetragen.